# 比安卡·玛丽亚·斯福尔扎

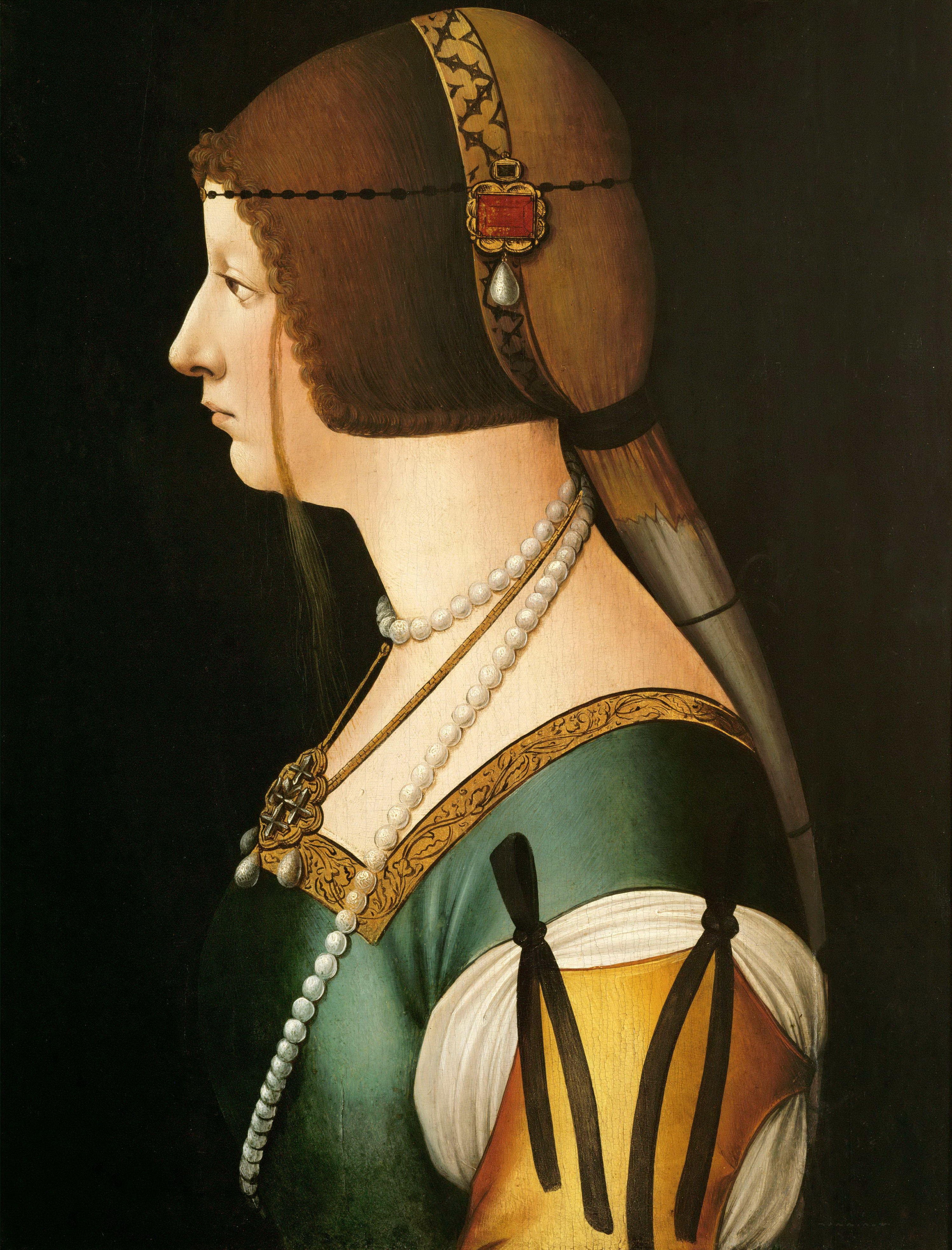
乔瓦尼·安布罗焦·德普雷迪斯创作的比安卡·玛丽亚画像

比安卡·玛丽亚·斯福尔扎（義大利語：Bianca Maria Sforza，1472年4月5日—1510年12月31日）生于米兰，米兰公爵加莱亚佐·马里亚·斯福尔扎之女。1494年在叔父米蘭公爵卢多维科·斯福尔扎主導下，她成為神圣罗马帝国皇帝马克西米利安一世的皇后，婚禮非常奢華絢爛，也帶給馬克西米利安大量的嫁妝共50萬杜卡特金幣。
比安卡有不孕症，再加上夫妻語言溝通問題，感情並不融洽（皇帝評論比安卡雖然比他前任妻子漂亮，卻不如前任有智慧），甚至馬克西米利安在1500年後就不再關心她。1510年她逝世于因斯布鲁克，享年38，她丈夫不但沒出席葬禮，甚至連個墓誌銘都沒給。